# 9243 Alag
9243 Alag è un asteroide della fascia principale. Scoperto nel 1998, presenta un'orbita caratterizzata da un semiasse maggiore pari a 3,1280791 au e da un'eccentricità di 0,1027225, inclinata di 0,03994° rispetto all'eclittica.